# Fiction
Pour les articles homonymes, voir Fiction (homonymie).
 (février 2017).
Si vous disposez d'ouvrages ou d'articles de référence ou si vous connaissez des sites web de qualité traitant du thème abordé ici, merci de compléter l'article en donnant les références utiles à sa vérifiabilité et en les liant à la section « Notes et références ».

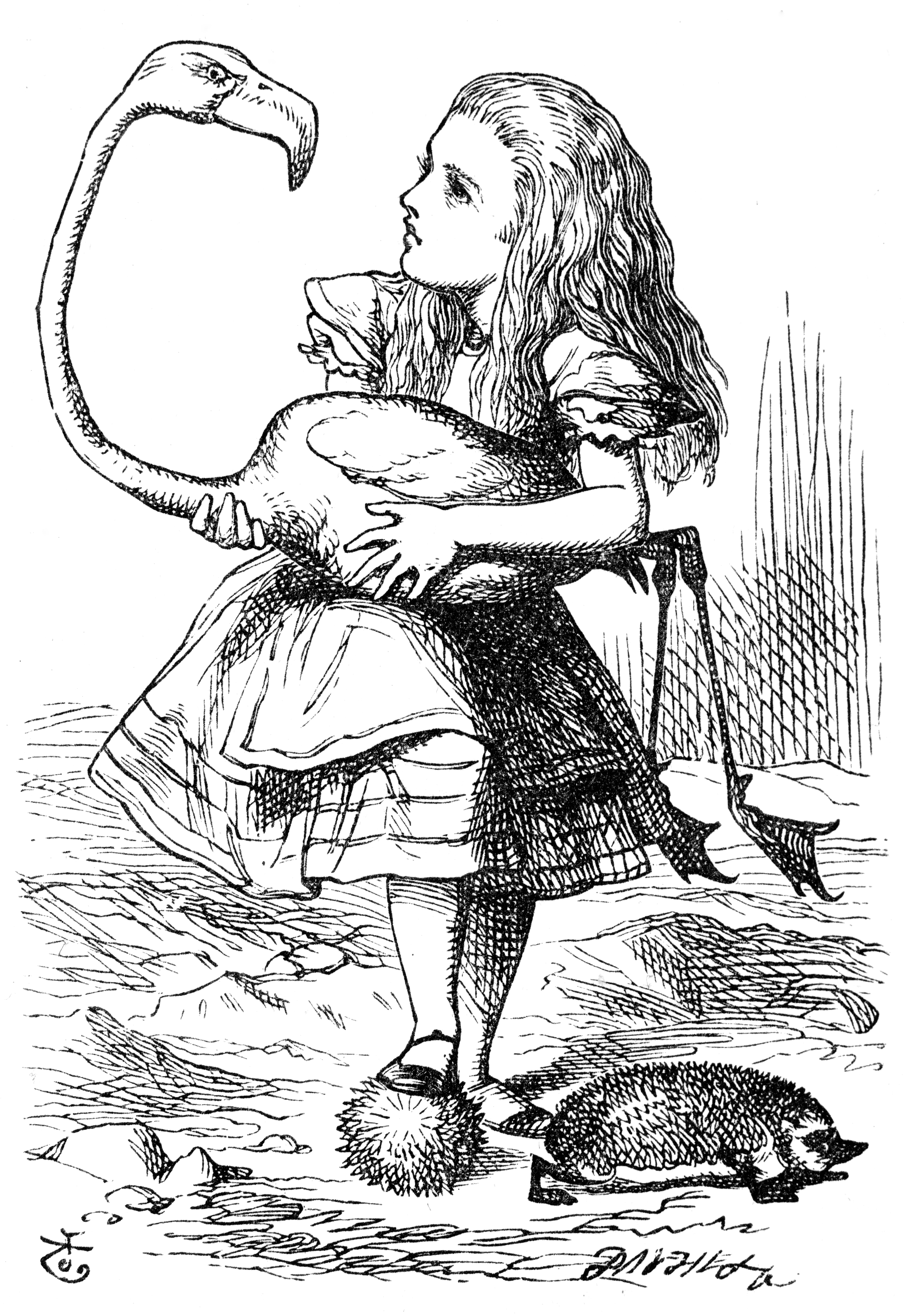
illustration d'Alice Au Pays Des Merveilles, Lewis Caroll

Une fiction est un espace plus souvent imaginaire que réaliste qui peut servir de cadre pour le récit d'une histoire. Les personnages qui y sont décrits sont dits « personnages fictifs ». Une œuvre de fiction peut être orale ou écrite, du domaine de la littérature, du cinéma, du théâtre ou de l'audiovisuel (la radio, la télévision, le jeu vidéo et voire d'autres formes qui se développent sur internet).

## Étymologie
Le mot « fiction » vient du verbe latin « fingere, fingo, is, fixi, fictum », signifiant « manier », « toucher », « caresser » (en pressant), « composer », « coiffer », « friser », « modeler », « feindre », « faire semblant », « inventer », « se figurer », « imaginer ». Et plus directement de l'accusatif « fictionem » du mot latin « fictio, -nis ».[réf. nécessaire]

## Fiction et réalité
Pour les contes ou le médiéval fantastique (heroic fantasy), il ne s'agit pas pour le lecteur/spectateur de croire temporairement en la véridicité des faits présentés. Les contes décrivent alors de manière métaphorique l'univers dans lequel vit l'enfant. 

## Théories de la fiction
Jean-Luc Moreau a créé en 1992 le concept romanesque de « nouvelle fiction » dans lequel se retrouvent des auteurs tels que François Coupry, Hubert Haddad, Frédérick Tristan, etc.
Dans Le Propre de la fiction (1999), Dorrit Cohn, professeur à l'université Harvard, affirme que la fiction a des caractéristiques propres et reconnaissables : dialogues, style indirect libre, etc. En d’autres termes, la fiction n’est pas une question de degré, mais de « genre ».
Pour de nombreux théoriciens, parmi lesquels Thomas Pavel, Marie-Laure Ryan ou Françoise Lavocat, la fictionnalité est une question de degré : il n’y a pas de frontières nettes entre la fiction et la non-fiction. En effet, de nombreux textes sont hybrides.
Pour Jean-Marie Schaeffer, auteur de Pourquoi la fiction ? (1999), la fiction, avant de renvoyer à la littérature ou à l'art en général, est une compétence psychologique que le petit enfant apprend dès ses premières années. Dès lors, la fiction est ce avec quoi « on peut jouer sans s'y abîmer. »
Dans L’histoire est une littérature contemporaine (2014), l’historien Ivan Jablonka affirme que la « fiction de méthode » entre dans la construction du savoir sous la forme d’une « hypothèse étayée par des sources », d’une « question en suspens », d'un concept heuristique, voire d’une uchronie. La fiction étant sollicitée pour sa « vertu cognitive », elle possède une référentialité.
Laurent Demanze, professeur à l'université Grenoble-Alpes, notant que la fiction reste fortement mobilisée dans la littérature contemporaine, établit une différence entre la fiction comme « dispositif de figuration du réel et d’établissement des faits » (Ivan Jablonka) et « support d’enquêtes et de contre-enquêtes qui interrogent les zones d’ombre de l’histoire » (Philippe Doumenc, Kamel Daoud).

## Fiction audiovisuelle
S'agissant de la télévision François Jost considère qu'il y a différents niveaux de fictionnalisation mais que celle-ci commence dès lors qu'une réalité est décrite par l'image et le commentaire par exemple sous forme de reportage ou de documentaire. Tentant de classer les contenus diffusés par la télévision pour y analyser le rôle spécifique de la musique, Mario d'Angelo distingue cinq degrés de fictionnalisation, selon les critères de fiction/réalité racontée par l'image et le commentaire (un journaliste ou parfois un récitant), d'histoire scénarisée, de mise en scène avec comédiens (ceux-ci pouvant être à l'écran ou en voix off dans le cas d'un dessin animé par exemple). 

## Fiction chez Platon et Aristote
Le concept de « fiction » se manifeste sous le nom de « mimesis » chez les philosophes Platon et Aristote, qui ne s’entendent pas sur sa valeur ni sur sa fonction.

### Chez Platon
Pour Platon, la mimesis est surtout une question de rapport entre intelligible et sensible : la fiction n’est qu’une pâle reproduction de la réalité (qui, elle, est à son tour une reproduction du monde des idées) qui nous éloigne de la réalité intelligible et nous empêche donc d'accéder au vrai. Dans La République, Platon présente la poésie comme une tromperie qui s'oppose à la fois à la vérité et à l'utile, donc à la raison, parce qu'elle soulève les passions. Ainsi, c'est justement parce que la poésie est agréable qu'elle est dangereuse. La condamnation de la mimesis est cependant progressive dans La République : alors que Platon reconnaît, dans les livres II et III, que les récits faux peuvent avoir une certaine valeur pédagogique, lorsque réservés à une élite, on peut voir, dans le livre X, un rejet total de la mimesis.[réf. nécessaire]

### Chez Aristote
Pour Aristote, la fiction acquiert le statut de réel outil d'apprentissage. C'est ce qu'il propose dans sa Poétique, notamment au chapitre IV. Aristote considère que l'imitation est innée chez l'être humain, et qu'elle constitue la différence fondamentale entre les humains et les animaux. Contrairement à Platon, Aristote juge que c'est parce que la poésie est agréable (et parce qu'elle serait intrinsèque à la nature humaine) qu'elle est le meilleur moyen d'apprentissage. Aristote affirme même que la poésie est supérieure à l'histoire, parce qu'elle s'intéresse aux principes généraux du monde plutôt qu'à des détails : alors que l'Histoire a pour objet d'étude des actions ou des événements particuliers, la poésie parle de toutes les actions possibles, autrement dit, de l'« action universelle ».
La mimesis a par ailleurs, chez Aristote, une deuxième fonction, à savoir la catharsis : la représentation artistique (la fiction, et plus précisément celle du théâtre tragique) permet de purger les passions grâce à la pitié et à la crainte qu'elle suscite chez les spectateurs. Ainsi, le soulèvement des passions qu'entraîne la mimesis est ici considéré comme positif et ne s'oppose pas nécessairement, comme chez Platon, au vrai et à la raison.

## Échos contemporains des définitions grecques

### Rôle du simulateur de la fiction
Aristote est l'un des premiers à défendre la fonction positive de la fiction, en tant que méthode d'apprentissage. Dans sa Poétique (chapitre IV), il constate que la curiosité et le goût pour l'apprentissage sont naturels :

« Le fait d'imiter est inhérent à la nature humaine dès l'enfance; et ce qui fait différer l'homme d'avec les autres animaux, c'est qu'il en est le plus enclin à l'imitation : les premières connaissances qu'il acquiert, il les doit à l'imitation , et tout le monde goûte les imitations. »

— Poétique, chapitre IV
Aristote défendra notamment le théâtre comme moyen d'imitation de la réalité précisément parce que ce processus est inoffensif (en nous permettant, par exemple, d'éviter ce qui nous ferait du mal).
Cette conception est reprise dans le discours contemporain avec la notion de « simulateur » (dont Timothy Leary est un des principaux tenants[réf. nécessaire]). On aura recours, par exemple, à des simulateurs aérospatiaux pour apprendre à piloter un avion, ce qui ne pose pas de risques pour le pilote en apprentissage.

### Mises en garde contre les dangers de la fiction
Les visions respectives de Platon et d'Aristote sur la fiction nourrissent encore aujourd'hui les débats sur ses risques potentiels. Vers la fin du Moyen Âge, l'Église catholique, se fondant sur une conception platonicienne de la fiction, dénonçait la comédie dont elle jugeait les excès condamnables. Les mêmes arguments qui ont servi à combattre la fiction, de la comédie du Moyen Âge au roman du 18e siècle, servent aujourd'hui à dénoncer les jeux vidéo jugés trop réalistes et violents. Les héritiers de la conception platonicienne insistent sur le danger que le joueur, aveuglé par une fiction trop réaliste, soit incapable de distinguer le jeu du monde réel. Depuis la tuerie de Columbine de 1999, cette vision a de nombreux adeptes : les jeux vidéo sont fréquemment blâmés après certaines fusillades de masse.
Les tenants de la pensée aristotélicienne, sur cet enjeu, répondent qu'à travers la catharsis les jeux vidéo permettent de purger certaines tensions et qu'ils auraient donc un pouvoir apaisant plutôt qu'exacerbant.

## Efficacité de la fiction littéraire
Des études récentes du professeur Raymond A. Mar ont commencé à montrer que le transport (transportation en anglais) dans une œuvre de fiction pouvait servir de simulation pour la théorie de l'esprit et pouvait améliorer la compréhension émotionnelle et sociale des autres. De plus, une méta-analyse a montré que les informations mises sous la forme de récit étaient mieux comprises et mieux mémorisées que les informations présentées sous forme d'essai.
Selon deux chercheurs en économie politique, il pourrait y avoir une fort lien entre les histoires circulant dans le folklore et la culture actuelle de l'endroit. Par exemple, les cultures avec des histoires où les fripons (tricksters) sont punis font plus confiance, là où les hommes sont dominants, il y a plus de biais de genre et là où il y a des histoires où les risques sont récompensés, il y a plus d'entrepreneurs.